# Alberto Mancini
Alberto Mancini (Posadas, Provincia de Misiones, Argentina, 20 de mayo de 1969) es un exjugador de tenis argentino. A los dos años, su familia se fue a vivir a Rosario y fue en esta ciudad donde aprendió a jugar al tenis. Se hizo profesional en 1987. En 1988, ganó su primer torneo, en Bolonia.
Ganó sus dos torneos más importantes en 1989. En abril ganó el Torneo de Montecarlo, y en mayo el Torneo de Roma, derrotando a Andre Agassi en un memorable partido. Ese año también lo vio en su mejor participación en torneos de Grand Slam, llegando a cuartos de final del Abierto de Francia.
Nuevamente alcanzó la final del Torneo de Roma en 1991, pero se retiró durante la final contra Emilio Sánchez Vicario estando abajo 3-6, 1-6, 0-3. Su última final fue en Kitzbühel, donde perdió ante Pete Sampras.
Mancini, compitió en los Juegos Olímpicos de 1992 en Barcelona. Fue capitán del equipo argentino de Copa Davis, al que llevó a la final en los años 2006 y 2008, perdiendo con Rusia y España respectivamente. Fue reemplazado por Modesto Vázquez. Por su trayectoria como capitán de la selección argentina recibió el Premio Konex en 2010 en la disciplina Director Técnico.
Ha entrenado a Guillermo Coria, Mariano Puerta, Fabio Fognini, Pablo Cuevas, Nicolás Lapentti, entre otros.

## Torneos ATP (7; 3+4)

### Individuales (3)

#### Títulos
| Leyenda                |
| Grand Slam (0)         |
| Tennis Masters Cup (0) |
| ATP Masters Series (2) |
| ATP Tour (1)           |

| N.º | Fecha               | Torneo                | Superficie    | Oponente en la final   | Resultado              |
| --- | ------------------- | --------------------- | ------------- | ---------------------- | ---------------------- |
| 1.  | 6 de junio de 1988  | Bolonia               | Tierra batida | Emilio Sánchez Vicario | 7-5 7-6                |
| 2.  | 24 de abril de 1989 | Masters de Montecarlo | Tierra batida | Boris Becker           | 7-5, 2-6, 7-6, 7-5     |
| 3.  | 21 de mayo de 1989  | Masters de Roma       | Tierra batida | Andre Agassi           | 6-3, 4-6, 2-6, 7-6,6-1 |

#### Finalista (5)
| Leyenda                |
| Grand Slam (0)         |
| Tennis Masters Cup (0) |
| ATP Masters Series (2) |
| ATP Tour (3)           |

| N.º | Fecha               | Torneo    | Superficie    | Oponente en la final   | Resultado          |
| --- | ------------------- | --------- | ------------- | ---------------------- | ------------------ |
| 1.  | 13 de mayo de 1991  | Roma TMS  | Tierra batida | Emilio Sánchez Vicario | 3-6 1-6 0-3 RET    |
| 2.  | 8 de julio de 1991  | Båstad    | Tierra batida | Magnus Gustafsson      | 1-6 2-6            |
| 3.  | 15 de julio de 1991 | Stuttgart | Tierra batida | Michael Stich          | 6-1 6-7(9) 4-6 2-6 |
| 4.  | 13 de marzo de 1992 | Miami TMS | Dura          | Michael Chang          | 5-7 5-7            |
| 5.  | 20 de julio de 1992 | Kitzbühel | Tierra batida | Pete Sampras           | 3-6 5-7 3-6        |

### Dobles (4)

#### Títulos
| Leyenda                |
| Grand Slam (0)         |
| Tennis Masters Cup (0) |
| ATP Masters Series (0) |
| ATP Tour (4)           |

| N.º | Fecha                    | Torneo        | Superficie    | Pareja             | Oponentes en la final                  | Resultado   |
| --- | ------------------------ | ------------- | ------------- | ------------------ | -------------------------------------- | ----------- |
| 1.  | 15 de agosto de 1988     | Saint-Vincent | Tierra batida | Christian Miniussi | Paolo Canè Balasz Taroczy              | 6-4 5-7 6-3 |
| 2.  | 17 de julio de 1989      | Boston        | Tierra batida | Andrés Gómez       | Todd Nelson Phillip Williamson         | 3-6 6-3 6-4 |
| 3.  | 18 de septiembre de 1989 | Ginebra       | Tierra batida | Andrés Gómez       | Guillermo Pérez-Roldán Mansour Bahrami | 6-3 7-5     |
| 4.  | 28 de enero de 1990      | Niza          | Tierra batida | Yannick Noah       | Horst Skoff Marcelo Filippini          | Walkover    |

#### Finalista (2)
| Leyenda                |
| Grand Slam (0)         |
| Tennis Masters Cup (0) |
| ATP Masters Series (0) |
| ATP Tour (2)           |

| N.º | Fecha                    | Torneo  | Superficie    | Pareja             | Oponentes en la final             | Resultado |
| --- | ------------------------ | ------- | ------------- | ------------------ | --------------------------------- | --------- |
| 1.  | 2 de mayo de 1988        | Múnich  | Tierra batida | Christian Miniussi | Rick Leach Jim Pugh               | 6-7 1-6   |
| 2.  | 26 de septiembre de 1988 | Palermo | Tierra batida | Christian Miniussi | Carlos di Laura Marcelo Filippini | 2-6 0-6   |